# Пикет-Карнейру
Пикет-Карнейру (порт. Piquet Carneiro)  —  муниципалитет в Бразилии, входит в штат Сеара. Составная часть мезорегиона Сертойнс-Сеаренсис. Входит в экономико-статистический  микрорегион Сертан-ди-Сенадор-Помпеу. Население составляет 13 156 человек на 2006 год. Занимает площадь 587,887 км². Плотность населения — 22,4 чел./км².

## Статистика
- Валовой внутренний продукт на 2003 составляет 23.653.696,00 реалов (данные: Бразильский институт географии и статистики).
- Валовой внутренний продукт на душу населения на 2003 составляет 1.799,44 реалов (данные: Бразильский институт географии и статистики).
- Индекс развития человеческого потенциала на 2000 составляет 0,622 (данные: Программа развития ООН).